# Usinor
Usinor est un groupe sidérurgique français fondé en 1948, et disparu en 2001 lors de la fusion qui a donné naissance au groupe européen Arcelor.
À sa création, Usinor (Union sidérurgique du nord de la France) est une entreprise sidérurgique basée dans le nord de la France. Elle grossit par fusion-acquisition avant d'être confrontée, dans les années 1970, à de graves difficultés économiques. Elle se restructure avec l'aide de l'État français. Celui-ci l'amène à fusionner en 1986 avec son concurrent, le lorrain Sacilor, pour devenir le groupe Usinor-Sacilor. En 1997, Usinor-Sacilor redevient Usinor, une entreprise complètement restructurée, d'ambition mondiale et centrée sur la production de produits plats sidérurgiques.
Le 18 février 2002, Usinor fusionne avec l'espagnol Aceralia et le luxembourgeois Arbed pour former le groupe européen Arcelor. Ce groupe disparait en 2006, lorsque Mittal Steel Company lance une offre publique d'achat sur Arcelor qui aboutit à une fusion des deux groupes en juin 2006 pour former ArcelorMittal.

## Histoire

### Origines

#### Naissance en 1948 par une fusion
Usinor (Union sidérurgique du Nord de la France) est créée par une fusion le 21 juin 1948, prenant la suite des Forges et aciéries du Nord et de l'Est et des Hauts fourneaux et des Forges et Aciéries de Denain-Anzin. Regroupée depuis le 22 décembre 1944 au sein de la Chambre syndicale de la sidérurgie française (CSSF), la profession se résigne à deux grandes fusions pour permettre la construction et le lancement, sans nationalisation, du premier train à bandes (TAB) en France, appelés aussi "laminoirs à produits plats", destinés à une industrie automobile appelée à suivre la forte croissance connue aux États-Unis et une stratégie de lutte contre certains projets publics semble émerger chez les industriels privés. La France compte alors 177 sites de production d'acier, "répartis entre 27 sociétés différentes", dont 19 qui concentrent 88 % de l’acier français, avec une productivité du travail bien plus faible qu'aux États-Unis car "beaucoup d’équipements sont anciens". Pendant la Seconde Guerre mondiale, le manque de main-d’œuvre et de matières première, les sabotages de 1943 et les bombardements de 1944 avaient contraint l'usine de Montataire à une production ralentie et même à une fermeture provisoire. Elle est retenue pour développer les produits plats, car proche des grands sites automobiles de la région parisienne et de la Seine-Maritime, où se trouvent aussi les ports d'exportation. Cette consommation reflète alors assez fidèlement le niveau de vie des différents pays, avec 224 kilos par habitant aux États-Unis, contre 27 kilos en Europe. En France, elle reste en dessous de la demande.

#### Lancement des laminoirs de Denain et Montataire en 1948
Le lancement dès 1948 du nouveau laminoir de Montataire et de celui de Denain marque « un transfert du centre de gravité de la France sidérurgique de l'est vers le nord » de la France. Il est réalisé grâce à l'appoint des dollars Marshall et Le Monde estime qu'il « faut battre le fer quand il est chaud ! ». Face au projet d’Usinor, François de Wendel patron des sidérurgistes de l'est de la France, estimait que « les gens du Nord étaient des fous », ne tenant pas compte de la demande sur le marché français.
Usinor table lui sur une baisse de prix et un élargissement du marché, ainsi qu'un rattrapage du retard sur deux concurrents européens. La crainte d’une surproduction, qui remonte aux années 1920, quand la récupération en 1918 des unités sidérurgiques intégrées de l’Alsace-Lorraine avait doublé la capacité de production française mais fait chuter les prix, avait jusque-là privé la France des premiers train à bandes, lancés entre 1924 et 1928 aux États-Unis, puis en Allemagne 1937 et en Grande-Bretagne en 1938, avec seulement deux trains en Europe.
Usinor ne retient pas le dimensionnement le plus gros possible à l’époque — 1,4 million de tonnes par an — préférant la solution intermédiaire de 0,7. En moins d'une décennie la capacité sera portée à 2 millions de tonnes, face à la pénurie de tôles et carrosseries automobiles.
Pour installer deux TAB américains, sur le site sidérurgique de Montataire et de celui de Denain  Montataire (Oise), il faut totalement reconstruire les deux usines, ce qui prend un à deux ans. Celle de Montataire est totalement reconstruite entre mai 1948 et décembre 1949 et des extensions régulières seront réalisées dès les années 1950. En Lorraine, la Sollac, elle aussi créé par une fusion en 1948, ayant pris un peu de retard sur Usinor, il ne sera annoncé que fin 1950 que ses premiers produits sortiront, avec pour échéance début 1952.
Le train de laminage continu à froid de Denain, l'un des projets industriels les plus importants depuis de nombreuses années en Europe continentale.
Il permet à la France de "conquérir son indépendance" en matière de tôles fines et moyennes de haute qualité, "indispensables,,. Les envois de matériel de la Westinghouse prennent du retard et doivent arriver le 3 janvier 1949 pour usine qui peut produire à leur arrivée dix fois plus de tôles qu'un an avant .
Plus tard, en 1967, Usinor fusionnera aussi avec Lorraine-Escaut (aujourd'hui AFS Sedan).
Paul Reynaud, député du Nord, assisté par le député-maire de Gravelines Albert Denvers, vice-président de la commission des Finances, obtient en 1956 la localisation définitive, décidée par le gouvernement français, du complexe de sidérurgie sur l'eau d'Usinor dans le port de Dunkerque, dont la reconstruction est terminée en 1955, de préférence aux autres places portuaires, comme le Havre. "Le port de Dunkerque est en péril de mort », répète-t-il à ses interlocuteurs", à ce sujet en 1955.
À la fin des années 1970, l'entreprise est confrontée à de graves difficultés économiques. Le gouvernement de Raymond Barre intervient massivement pour sauver l'entreprise qui est un gros employeur. En 1977, la direction décide de fermer l'usine ultramoderne de Louvroil. En 1981, Usinor est nationalisé. En 1972[réf. nécessaire], Usinor entre dans le capital de Solmer.

#### Sacilor

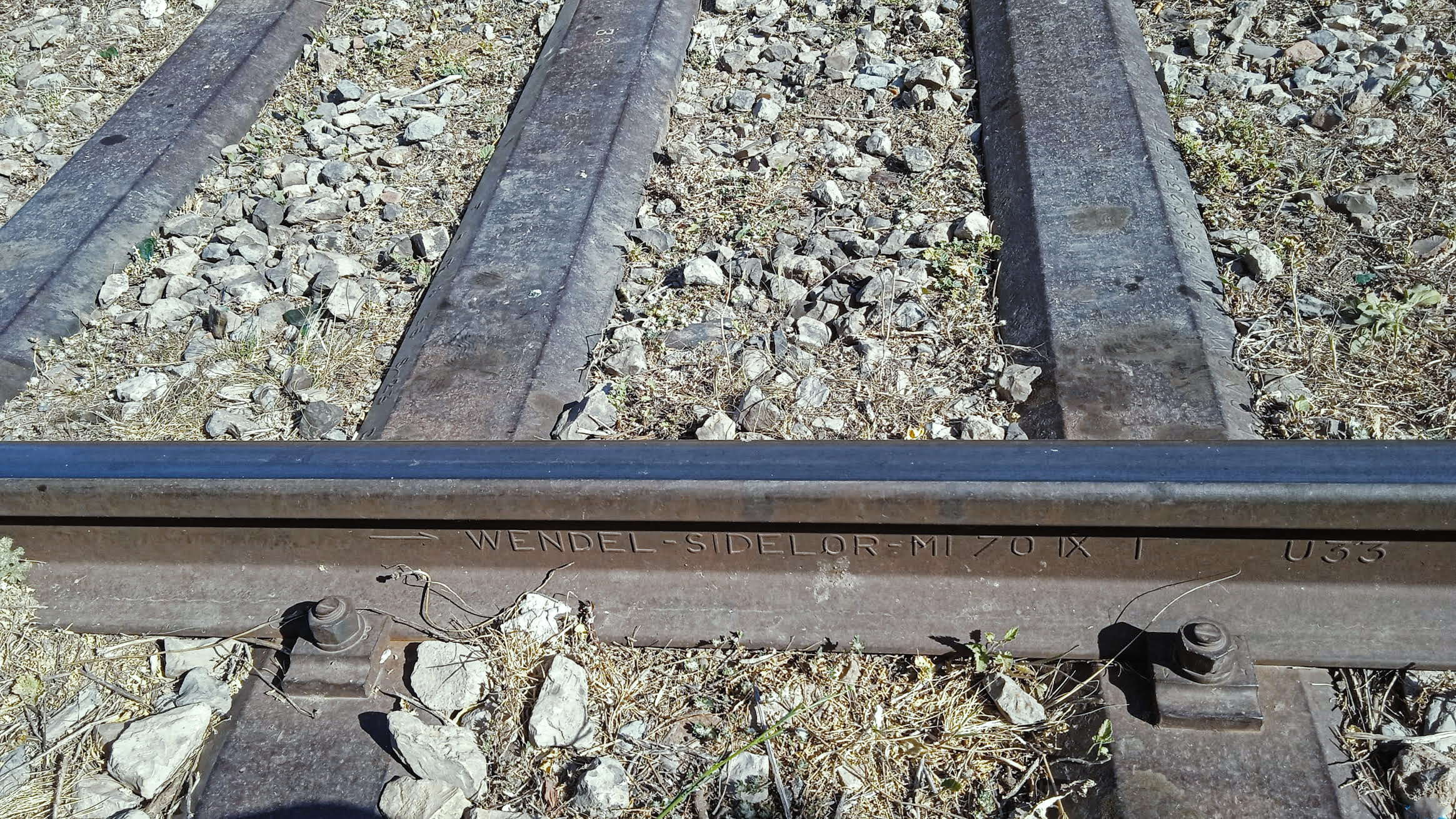
Un rail en fabriqué par Wendel-Sidelor, sur la ligne ferroviaire de Tabia à Akid Abbes, en Algérie.

En 1948, Sollac est créé avec le financement du plan Marshall, regroupant dans une coopérative de laminage les principaux sidérurgistes lorrains. En 1950, Sidélor, est créé, regroupant les principaux sidérurgistes lorrains hors Wendel. En 1964, Sacilor est créé pour construire la nouvelle aciérie de l'usine sidérurgique de Gandrage-Rombas, dans la vallée de l'Orne en Moselle. En 1968, Wendel-Sidélor est créé. En 1970, Solmer est créée à Fos-sur-Mer.
En 1971, c'est le « Plan Dherse », du nom de Louis Dherse, président de la Sollac, pour restructurer la sidérurgie lorraine avec l'annonce de 16 000 suppressions d'emplois. La nouvelle usine de Fos-sur-Mer, Solmer, sera, d'après la direction de Wendel, le « deuxième souffle » de la Lorraine.
En 1973, Sacilor est créé par fusion-absorption de Sacilor et de Wendel-Sidelor. En 1981, Sacilor est également nationalisé.

### Les années 1960
Les grands choix d’Usinor au cours des années 1960 se résument à l'acquisition de Lorraine Escaut et à la concentration de l’effort industriel sur les deux usines à produits plats : Dunkerque d’une part, avec la construction du troisième haut fourneau portant la capacité de l’usine à 3 millions de tonnes, et d'autre-part Denain.
Lorraine Escaut est la quatrième société française, acquise avec effet rétroactif au 1er janvier 1966, ce qui permet à Usinor d'obtenir rapidement les prêts de l’État. Lorraine-Escaut est deux fois moins important que son acquéreur et ne fait que des produits longs et des tôles fortes. L'acquisition donne à Usinor des installations toutes neuves mises en service en 1965 : un train à poutrelles moyennes et petites à Longwy, et un haut-fourneau en partie automatisé de 8 m de creuset et de 2 200 t/jours de fonte à Thionville, le plus moderne de Lorraine. Elle permet à Usinor de confirmer sa première place en France et de devenir le quatrième producteur européen avec 7 Mt/an de capacité, derrière Thyssen (9 Mt), l’Association Hoesch-Hoogoven (9 Mt), Finsider (8 Mt).

### Le sauvetage de la sidérurgie française et la fusion Usinor-Sacilor (1978-1986)
En 1975, le secteur de la sidérurgie française n'a plus que 25 % de capitaux propres, contre 40 % en 1960, le reste étant fourni par les dettes financières et commerciales. La part de l'endettement par rapport au chiffre d'affaires se retrouve alors cinq fois plus importante dans la sidérurgie française que dans l'américaine, et six fois plus que dans l'allemande. En 1978, ses pertes totales atteignent 5 milliards de francs. Les Wendel n'effectuent pas les augmentations de capital nécessaires. Les actionnaires d'Usinor non plus.
Les banques acceptent ce déséquilibre financier à condition que les dettes soient à court terme, ce qui devient problématique après le choc pétrolier de 1974. L'endettement du secteur augmente encore de 70 % entre 1974 et 1977 : il passe de 23  à   38 milliards de francs et les charges financières de 6,9 % à 11,7 % du chiffre d'affaires.
| Années                    | 1975 | 1976 | 1977 | 1978 |
| Pertes Usinor (mds de fr) | 1,22 | 1,24 | 2,05 | 2,5  |

Pour éviter la faillite aux Wendel, le directeur du Trésor, Jean-Yves Haberer crée une société écran, la Capa. Pour éviter la plus grosse vague de licenciements de l'histoire, l'État apporte 80 milliards de francs en dispositifs de traitement social du chômage. Par ailleurs, Raymond Barre fait voter par le parlement la conversion en actions des créances des banques publiques, qui se retrouvent en septembre 1978 actionnaires à 64 % d’Usinor et à 77 % de Sacilor, le contribuable supportant le quasi-effacement de 25 milliards de francs de créances douteuses. La société écran reçoit des prêts bonifiés et les De Wendel sont autorisés à conserver une holding familiale, la CGIP. Un peu plus de la moitié seulement des créances ayant été converties en actions, l'endettement reste deux fois plus élevé que chez les concurrents.
La sidérurgie française perd ainsi 62 000 emplois dans la deuxième partie des années 1970, puis 39 000 dans les années 1980 et 8 000 dans la première partie des années 1990.
| Années                | 1976    | 1982   | Baisse en 6 ans (76-82) | 1990   | Baisse en 8 ans(82-90) | 1995   | Baisse en 5 ans(90-95) |
| Effectifs en Lorraine | 90 000  | 53 072 | -47 000                 | 20 800 | -26 200                | NC     | NC                     |
| Effectifs en France   | 157 000 | 95 000 | -67 000                 | 46 381 | -38 619                | 38 500 | -7 800                 |

Une convention signée avec Force ouvrière pour la période d’avril 1977 à avril 1979, précède et accompagne les conversions de créances en actions. Les dispositifs utilisés, préretraites à 55 ou 50 ans selon les cas, indemnités de départ, congés formation de deux ans, ont coûté 80 milliards de francs au contribuable français.
En 1983, Usinor ferme ses usines historiques de Denain.

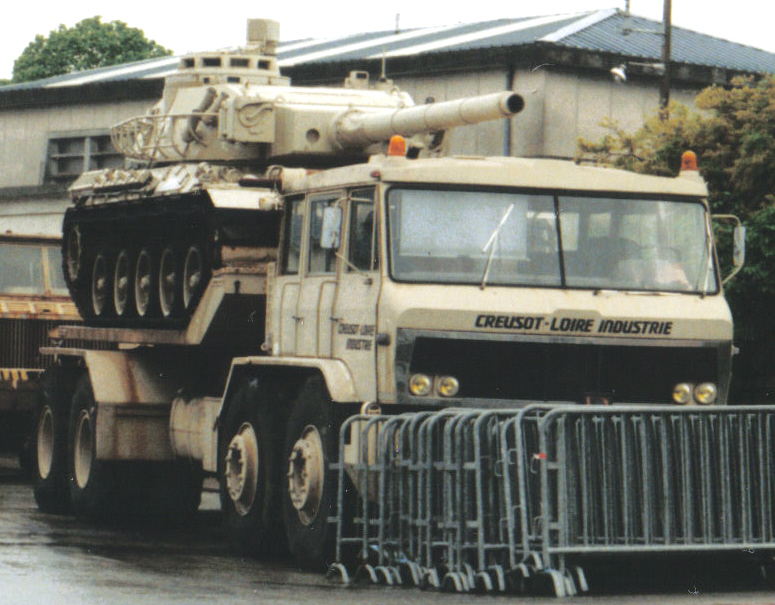
Camion Willème PRP T40A « Tidelium » à 4 essieux de Creusot-Loire Industrie avec un prototype de char AMX-32 au musée des Blindés de Saumur en 1997.

En 1984, après la liquidation de Creusot-Loire, Usinor créé Creusot-Loire Industries reprenant les anciennes divisions T.F.C.M. (Tôles Fortes Creusot Marrel) du Creusot et D.M.S. (Division de Mécanique Spéciale) de Saint-Chamond.
En 1986, Usinor et Sacilor fusionnent, un plan prévu depuis leur nationalisation en 1981 afin de restructurer leurs capitaux et se refaire une santé financière. L'opération est engagée par Édouard Balladur, devenu ministre de l'économie lors de la première cohabitation. Alain Madelin, alors ministre de l'industrie, nomme Francis Mer à la direction de la nouvelle structure. Entre 1975 et 1987, 100 milliards de francs de subventions publiques ont été absorbés dans les restructurations des deux sociétés, dont 80 milliards pour l'accompagnement social.

### La consolidation du groupe Usinor-Sacilor, puis Usinor(1986-2001)
| Année | Dettes/ventes |
| ----- | ------------- |
| 1970  | 54 %          |
| 1971  | 64 %          |
| 1972  | 84 %          |
| 1973  | 84 %          |
| 1975  | 99 %          |
| 1977  | 103 %         |
| 1987  | 52 %          |
| 1988  | 32 %          |
| 1989  | 23 %          |
| 2007  | 69 %          |
| 2011  | 66 %          |

#### De la crise au rebond(1986-1994)
L'effort intense consenti commence à profiter à l’acier français dans les années 1980. Recentré sur les aciers haut de gamme et les sites les plus compétitifs, la productivité du groupe a triplé, et il bénéficie d'une stabilisation puis d’une réduction de l’endettement : 103 % du chiffre d’affaires en 1977, 52 % en 1987, 32 % en 1988, 23 % en 1989.
En 1990, Usinor absorbe Sollac. En 1991, Sacilor absorbe Ugine-ALZ, et le Crédit lyonnais prend une participation de 20% dans le groupe.
Usinor-Sacilor, frappé par la récession du début des années 1990, profite à plein de la reprise économique de 1994 et affiche sur l'année fiscale 1994 un bénéfice d'1,5 milliard de francs (230 millions d'euros) contre une perte de 5,7 milliards de francs en 1993 (870 millions d'euros). Ces bons résultats permettent à l'entreprise de se désendetter fortement à hauteur de 7 milliards de francs au cours de l'année 1994. En 1994, le groupe regroupe les aciers spéciaux au sein de la holding Aster.

#### Privatisation et croissance externe(1995-2001)
En 1995, après que la nationalisation a mené à la suppression de 20 000 emplois au sein du groupe, Usinor-Sacilor est privatisé alors qu'il est le troisième groupe sidérurgique mondial et évalué à 17 milliards de francs. L'action Usinor-Sacilor est cotée la première fois le 10 juillet 1995 et fait son entrée dans l'indice SBF 120 le 14 novembre 1995. Dans un contexte économique délicat, l'action Usinor-Sacilor connaît une mauvaise performance en 1995, notamment au dernier trimestre. L'entreprise finit l'année 1995 avec une capitalisation boursière de 15,7 milliards de francs (environ 2,4 milliards d'euros).
Usinor-Sacilor avait acquis une participation de 58,6 % dans Ugine en 1991 et lance le 18 septembre 1995 une offre publique simplifiée sur le reste du capital d'Ugine au prix de 400 FRF (95,13 EUR2023) par action. Le cours de clôture de l'action Ugine était de 317 FRF (75,39 EUR2023) au 15 septembre 1995, ce qui représente une prime de 26 %. La filiale américaine d'Ugine, J&L Speciality Steel Inc, n'est pas concernée par l'offre. L'objectif de la fusion est alors de renforcer la contribution des activités d'action inoxydable dans le groupe.
En 1997, Usinor-Sacilor redevient Usinor. Ce retour marque un virage stratégique : devenir une référence mondiale sur la production de produits plats. En 1998, le groupe fait l'acquisition de Cockerill-Sambre, propriétaire d'EKO Stahl, et de Thainox, lamineur thaïlandais d'acier inoxydable. L'acquisition de Cockerill-Sambre est approuvée par la Commission européenne le 4 février 1999. Cependant, inquiète pour ce qui est de la concurrence, la Commission européenne pose certaines conditions : Usinor est amené à céder certaines de ses activités pour ramener sa part de marché sur les laminés à froid et les produits plats à 40 % en France. Cette acquisition fait d'Usinor le premier sidérurgiste européen et le troisième mondial.
En 1999, avec la vente de l'usine sidérurgique de Gandrange, le groupe Usinor abandonne complètement la production de produits longs, se concentrant sur un cœur de métier plus rémunérateur : les produits plats en acier au carbone et en acier inoxydable.

### Descendance

#### Création d'Arcelor (2001-2006)
En 2001, Usinor fusionne avec le luxembourgeois Arbed et l'espagnol Aceralia. Le nom de la nouvelle entité, Arcelor, est une contraction d'Arbed, Aceralia et Usinor. Le nouveau groupe devient le numéro un mondial de l'acier, mais se fait dépasser en 2004 par le groupe Mittal.

#### Acquisition par Mittal (2006)
En 2006, le groupe Mittal lance une OPA hostile sur Arcelor qui résulte à son acquisition et à la création du premier groupe sidérurgique mondial, ArcelorMittal.

## Identité visuelle (logotype)

Logo d'Usinor-Sacilor de 1986 à 1997.
Logo d'Usinor de 1997 à 2002.